# Saint-Lys
 Saint-Lys  es una población y comuna francesa, en la región de Occitania, departamento de Alto Garona, en el distrito de Muret y cantón de Plaisance-du-Touch.

## Demografía
| 1426 | 1794 | 2820 | 3503 | 4565 | 5455 |
| Para los censos de 1962 a 1999 la población legal corresponde a la población sin duplicidades (Fuente: INSEE [Consultar]) |      |      |      |      |      |